# 方廷 (北卡羅萊納州)
方廷（英語：Fountain）是一個位於美國北卡羅萊納州皮特縣的城鎮。

## 人口
根據2020年美國人口普查的數據，方廷的面積為2.38平方千米，皆為陸地。當地共有人口385人，而人口密度為每平方千米162人。